# Distretto di Liranga
Liranga è un distretto della Repubblica del Congo, che fa parte del dipartimento di Likouala. È composto dal centro abitato omonimo e dall'area rurale circostante.